# Заволжское сельское поселение (Ярославская область)
Заволжское сельское поселение — муниципальное образование в Ярославском муниципальном районе Ярославской области. Административный центр — посёлок Заволжье.

## История

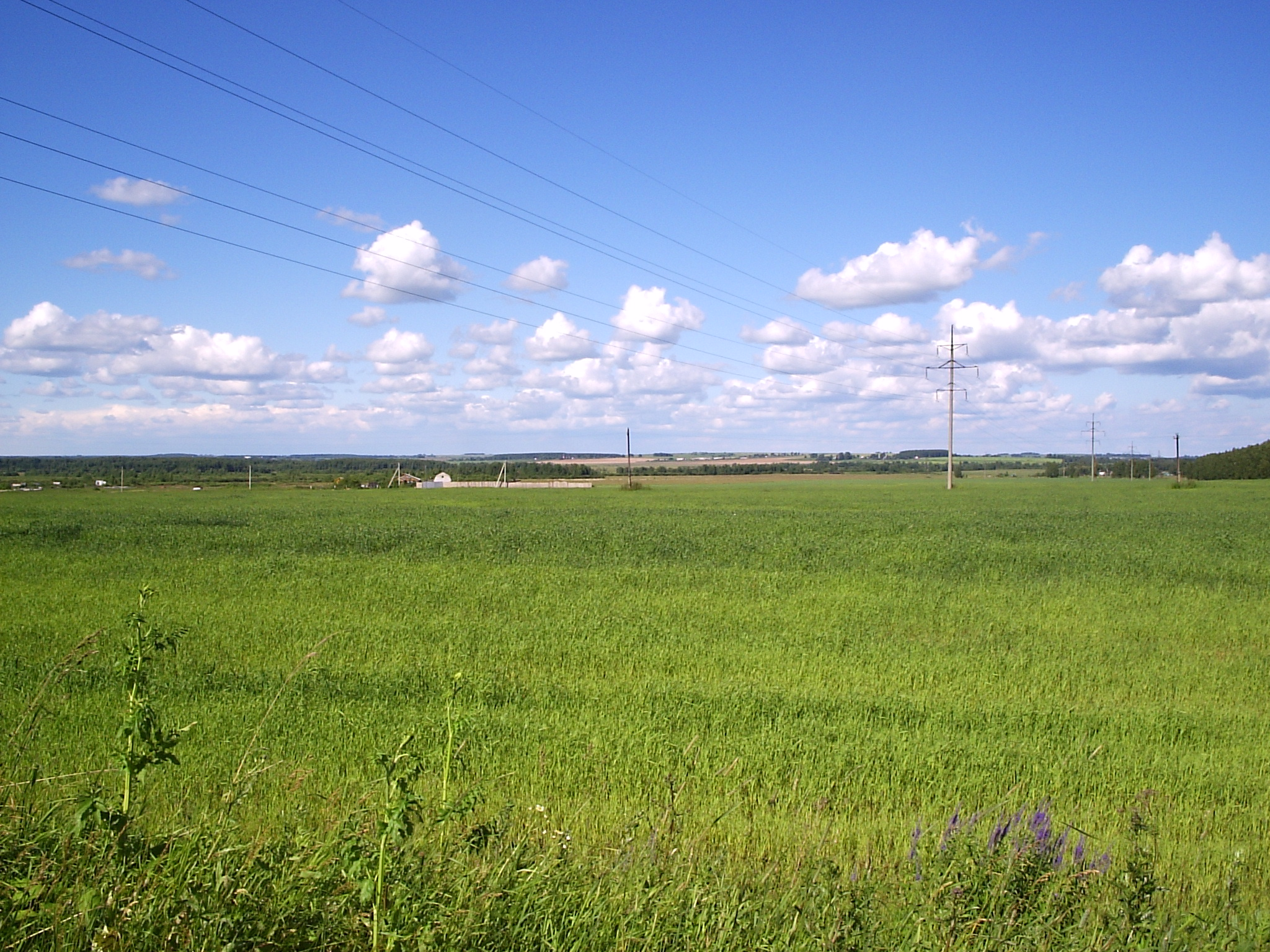
Пейзаж недалеко от посёлка Заволжье

Заволжское сельское поселение образовано 1 января 2005 года в соответствии с законом Ярославской области № 65-з от 21 декабря 2004 года «О наименованиях, границах и статусе муниципальных образований Ярославской области», границы сельского поселения установлены в административных границах Гавриловского, Левцовского, Пестрецовского и Точищенского сельских округов.

## Население
| 2007    | 2010    | 2011    | 2012    | 2013    | 2014    | 2015  |
| ------- | ------- | ------- | ------- | ------- | ------- | ----- |
| 6249    | ↗6566   | ↗6570   | ↗7085   | ↗7525   | ↗8118   | ↗9130 |
| 2016    | 2017    | 2018    | 2019    | 2020    | 2021    |       |
| ↗10 104 | ↗10 797 | ↗11 571 | ↗12 279 | ↗13 139 | ↗14 927 |       |

Население на 1 января 2007 года — 6249 человек.

## Населённые пункты
В состав сельского поселения входят 122 населённых пункта. 
| №   | Населённый пункт   | Тип             | Население | Сельский округ |
| --- | ------------------ | --------------- | --------- | -------------- |
| 1   | Алешково           | деревня         | ↘23       | Пестрецовский  |
| 2   | Алферово           | деревня         | ↘10       | Точищенский    |
| 3   | Андреевское        | деревня         | ↗8        | Гавриловский   |
| 4   | Андреевское        | деревня         | →0        | Точищенский    |
| 5   | Аристово           | село            | ↘3        | Левцовский     |
| 6   | Бессмертново       | деревня         | ↘0        | Точищенский    |
| 7   | Боброво            | деревня         | ↘12       | Пестрецовский  |
| 8   | Богословка         | деревня         | ↘0        | Левцовский     |
| 9   | Болково            | деревня         | ↘5        | Пестрецовский  |
| 10  | Большое Филимоново | деревня         | ↗44       | Гавриловский   |
| 11  | Бор                | деревня         | ↗20       | Пестрецовский  |
| 12  | Бортниково         | деревня         | ↘7        | Пестрецовский  |
| 13  | Ботово             | деревня         | ↘37       | Пестрецовский  |
| 14  | Боярское           | деревня         | ↘14       | Левцовский     |
| 15  | Браташино          | деревня         | ↗36       | Пестрецовский  |
| 16  | Гаврилово          | деревня         | ↗41       | Гавриловский   |
| 17  | Глухово            | деревня         | ↗100      | Пестрецовский  |
| 18  | Головинское        | деревня         | ↘2        | Левцовский     |
| 19  | Головинское        | деревня         | ↘17       | Пестрецовский  |
| 20  | Григорцево         | село            | ↘0        | Точищенский    |
| 21  | Григорьевское      | деревня         | ↘670      | Левцовский     |
| 22  | Григорьевское      | село            | ↗285      | Точищенский    |
| 23  | Давыдово           | деревня         | ↘6        | Точищенский    |
| 24  | Думино             | деревня         | →0        | Левцовский     |
| 25  | Дымокурцы          | деревня         | ↘18       | Пестрецовский  |
| 26  | Евково             | деревня         | →0        | Точищенский    |
| 27  | Евстигнеево        | деревня         | →0        | Точищенский    |
| 28  | Ермолово           | деревня         | ↗77       | Пестрецовский  |
| 29  | Ерсловское         | деревня         | →0        | Точищенский    |
| 30  | Жуково             | деревня         | ↘20       | Пестрецовский  |
| 31  | Заволжье           | посёлок         | ↘1414     | Пестрецовский  |
| 32  | Залужье            | деревня         | ↘0        | Точищенский    |
| 33  | Иванково           | деревня         | ↘0        | Точищенский    |
| 34  | Измайлово          | деревня         | →0        | Точищенский    |
| 35  | Ильинское          | деревня         | →15       | Пестрецовский  |
| 36  | Ильинское          | деревня         | ↘8        | Точищенский    |
| 37  | Калинтьевская      | деревня         | ↗4        | Гавриловский   |
| 38  | Клинцево           | деревня         | ↘2        | Точищенский    |
| 39  | Кобыляево          | деревня         | ↗38       | Пестрецовский  |
| 40  | Козлятево          | деревня         | ↘0        | Точищенский    |
| 41  | Колокуново         | деревня         | ↘0        | Левцовский     |
| 42  | Коломино           | деревня         | →0        | Точищенский    |
| 43  | Копытово           | деревня         | ↗7        | Точищенский    |
| 44  | Корзново           | деревня         | →0        | Точищенский    |
| 45  | Коробово           | деревня         | →18       | Пестрецовский  |
| 46  | Коченятино         | деревня         | ↗8        | Левцовский     |
| 47  | Коченятино         | станция         | ↗48       | Левцовский     |
| 48  | Красный Бор        | деревня         | ↘196      | Пестрецовский  |
| 49  | Красный Бор        | посёлок         | ↗6618     | Пестрецовский  |
| 50  | Кузьминское        | деревня         | ↘1        | Точищенский    |
| 51  | Кульнево           | деревня         | →2        | Пестрецовский  |
| 52  | Курдеево           | деревня         | ↗6        | Точищенский    |
| 53  | Ладыгино           | деревня         | ↘1        | Точищенский    |
| 54  | Ларино             | деревня         | →25       | Гавриловский   |
| 55  | Левцово            | деревня         | ↘82       | Левцовский     |
| 56  | Липовицы           | деревня         | ↘2        | Гавриловский   |
| 57  | Лобаниха           | деревня         | ↗26       | Пестрецовский  |
| 58  | Лыса-Гора          | деревня         | →0        | Точищенский    |
| 59  | Ляпино             | деревня         | ↗10       | Гавриловский   |
| 60  | Максуры            | деревня         | →0        | Точищенский    |
| 61  | Малое Болково      | деревня         | ↘14       | Пестрецовский  |
| 62  | Малое Филимоново   | деревня         | ↗39       | Гавриловский   |
| 63  | Мамаево            | деревня         | →0        | Точищенский    |
| 64  | Маньково           | деревня         | ↘0        | Левцовский     |
| 65  | Маньково           | деревня         | ↘3        | Пестрецовский  |
| 66  | Матренино          | деревня         | →0        | Левцовский     |
| 67  | Медведево          | деревня         | ↘3        | Левцовский     |
| 68  | Михайловское       | деревня         | ↘197      | Точищенский    |
| 69  | Мишуково           | деревня         | ↘6        | Пестрецовский  |
| 70  | Мостец             | деревня         | ↗113      | Пестрецовский  |
| 71  | Нечуково           | деревня         | →0        | Точищенский    |
| 72  | Никиткино          | деревня         | →4        | Левцовский     |
| 73  | Ново               | деревня         | →72       | Точищенский    |
| 74  | Одарино            | деревня         | ↘0        | Точищенский    |
| 75  | Павлеиха           | деревня         | ↗2        | Пестрецовский  |
| 76  | Павловское         | деревня         | ↘0        | Точищенский    |
| 77  | Пенье              | деревня         | ↘4        | Пестрецовский  |
| 78  | Пестрецово         | деревня         | ↗648      | Пестрецовский  |
| 79  | Петелино           | деревня         | ↗13       | Пестрецовский  |
| 80  | Петрово            | деревня         | →0        | Точищенский    |
| 81  | Погорелки          | деревня         | ↗2        | Точищенский    |
| 82  | Пограиха           | деревня         | ↘0        | Пестрецовский  |
| 83  | Подосениха         | деревня         | ↘6        | Левцовский     |
| 84  | Поленское          | деревня         | ↗5        | Пестрецовский  |
| 85  | Полесье            | деревня         | ↗28       | Гавриловский   |
| 86  | Полтево            | село            | ↗3        | Точищенский    |
| 87  | Поречье            | деревня         | ↘1        | Левцовский     |
| 88  | Прусово            | село            | ↘150      | Гавриловский   |
| 89  | Пучково            | деревня         | ↘0        | Точищенский    |
| 90  | Пучковский         | посёлок станции | ↘21       | Точищенский    |
| 91  | Романцево          | деревня         | →0        | Точищенский    |
| 92  | Росторопово        | деревня         | ↗5        | Точищенский    |
| 93  | Русаново           | деревня         | ↘0        | Левцовский     |
| 94  | Селехово           | деревня         | ↘0        | Точищенский    |
| 95  | Сельцо             | деревня         | ↘0        | Точищенский    |
| 96  | Семеново           | деревня         | ↗11       | Гавриловский   |
| 97  | Семеновское        | деревня         | ↘6        | Левцовский     |
| 98  | Сентьевская        | деревня         | ↗1        | Гавриловский   |
| 99  | Скоморохово        | деревня         | ↗2        | Левцовский     |
| 100 | Скородумово        | деревня         | ↘11       | Пестрецовский  |
| 101 | Спас-Виталий       | село            | ↘496      | Точищенский    |
| 102 | Студенцы           | деревня         | ↘7        | Точищенский    |
| 103 | Терентьевская      | деревня         | ↗11       | Гавриловский   |
| 104 | Тереховское        | деревня         | ↘17       | Пестрецовский  |
| 105 | Точища             | деревня         | →0        | Точищенский    |
| 106 | Уткино             | деревня         | →1        | Точищенский    |
| 107 | Уткино             | посёлок станции | ↘79       | Точищенский    |
| 108 | Ушаково            | село            | ↗2        | Точищенский    |
| 109 | Фатьяново          | деревня         | ↗2        | Точищенский    |
| 110 | Федорино           | деревня         | ↗12       | Пестрецовский  |
| 111 | Хмельники          | деревня         | ↘1        | Точищенский    |
| 112 | Худяково           | деревня         | →0        | Точищенский    |
| 113 | Ченцы              | деревня         | ↘27       | Пестрецовский  |
| 114 | Черкасиха          | деревня         | ↘5        | Точищенский    |
| 115 | Черкасово          | деревня         | ↗6        | Левцовский     |
| 116 | Шебунино           | деревня         | ↗91       | Пестрецовский  |
| 117 | Шебунино           | посёлок         | ↘0        | Пестрецовский  |
| 118 | Шехнино            | деревня         | ↘6        | Гавриловский   |
| 119 | Юрьево             | деревня         | →2        | Левцовский     |
| 120 | Язвицево           | деревня         | ↗25       | Левцовский     |
| 121 | Якалово            | деревня         | ↗2        | Пестрецовский  |
| 122 | Якушево            | деревня         | ↗13       | Пестрецовский  |

## Достопримечательности
По деревне Фатьяново названа фатьяновская культура бронзового века.